# Cycle de vie du tigre
Vous lisez un « article de qualité » labellisé en 2009.
Pour un article plus général, voir Tigre.

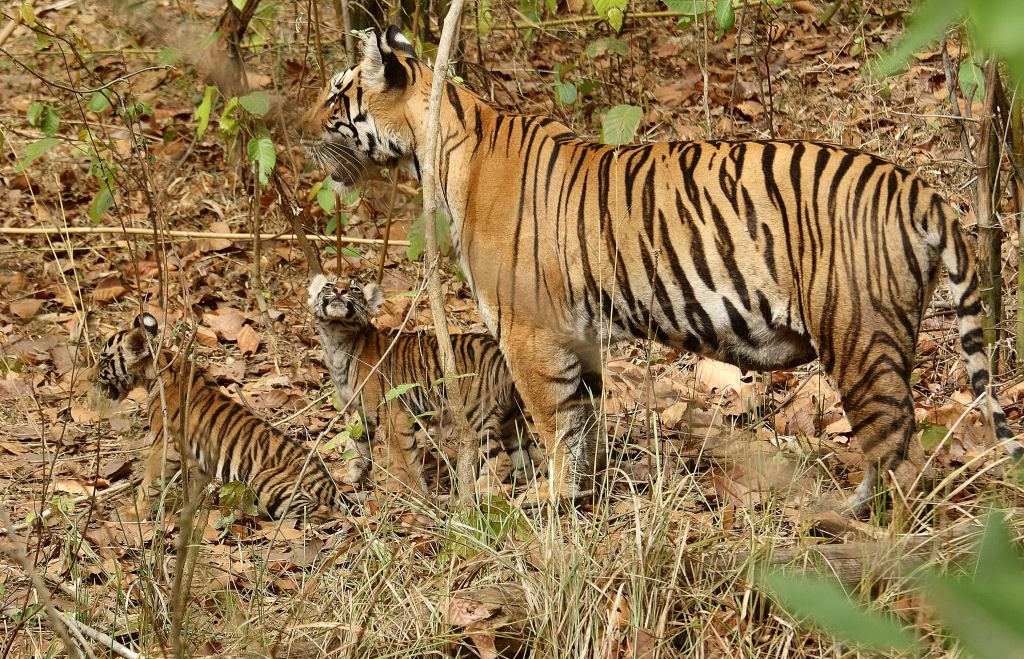
Tigresse et ses petits.

Le cycle de vie du tigre (Panthera tigris) décrit le processus permettant à cette espèce de se perpétuer. Il inclut la reproduction puis l’éducation des jeunes, jusqu’à la mort.
Le tigre utilise une stratégie de reproduction réactive, qui permet une dynamique des populations très souple vis-à-vis de l’environnement : de nombreux jeunes naissent, mais très peu survivent jusqu’à l'âge adulte. À la naissance, le tigre, aveugle et par conséquent très vulnérable, dépend entièrement de sa mère. L’apprentissage de la chasse dure un an et demi : le jeune tigre découvre son futur quotidien de chasseur à travers l’observation de la tigresse.
Le tigre sexuellement mûr, cherche à s’accoupler à une femelle, en suivant le schéma typique des félins : lorsque la tigresse accepte le mâle, celui-ci la monte et la maintient par la peau de la nuque. La femelle tente de frapper le mâle lorsque le coït est terminé. L'accouplement, rapide, se répète plusieurs fois par jour, pendant au plus une dizaine de jours. La gestation dure 103 jours en moyenne.
La longévité du tigre est d'une quinzaine d'années dans la nature et de vingt-six ans en captivité. En moyenne, seuls deux descendants sont incorporés à la population reproductrice sauvage. Dans les parcs zoologiques, le cycle se trouve modifié par l'assistance de l'homme : césarienne, insémination artificielle ou encore hybridations avec d'autres espèces peuvent le modifier.

## Naissance et éducation

### Premiers jours
Les jeunes tigres restent aveugles jusqu'à six à quatorze jours car une membrane recouvre leurs yeux. Lorsque les yeux sont « ouverts », ils sont bleus ; ils changeront de couleur durant la croissance pour devenir doré sombre. Les jeunes tigres sont également nus et incapables de marcher. Ils pèsent à la naissance de 750 à 1 600 g selon les sous-espèces : le tigre nouveau-né est 200 fois plus léger que le tigre adulte.
Trois à trente minutes après la naissance, lorsque le premier cri est poussé, la tigresse libère les petits du cordon ombilical et les nettoie. Attirés par la chaleur du corps de leur mère, les nouveau-nés aveugles cherchent alors les mamelles en tâtonnant. L’allaitement commence durant les quatre premières heures, et les trois premiers jours y seront consacrés. Dans un premier temps, l'allaitement dure 70 % des heures du jour, puis le temps consacré à cette activité diminue : il passe à 60 % au bout de dix jours, 30 % après quarante jours et seulement 10 % à 90 jours, lorsque les jeunes tigres ont presque terminé leur sevrage. La tigresse se désintéresse rapidement des jeunes immobiles, considérés comme mort-nés ; de même, elle ne forcera pas ses petits à se nourrir. Le lait de la tigresse est très riche en lipides et en protéines, ce qui leur assure une croissance rapide : le tigre multiplie son poids par cent durant les vingt premiers mois, sa croissance continuant plus doucement jusqu’à ses deux ans.

Croissance d'un tigre du Bengale mâle.

La tigresse n'hésite pas à déplacer fréquemment ses petits d'une tanière à l'autre pour les protéger d'éventuels prédateurs. Les jeunes tigres commencent à jouer dès l'âge d'un mois. Chaque portée compte en général un jeune dominant, qui le plus souvent est un mâle, même si ce n'est pas toujours le cas. Afin de protéger ses petits, la femelle apporte les proies jusqu'à la tanière pour pouvoir manger tout en gardant un œil sur sa progéniture. Toutefois, la tanière reste propre : la viande n'entre pas dans la garderie, et défécation et miction sont faites en dehors de la tanière. Les jeunes sont constamment léchés pour rester propres ; cela améliore également la circulation sanguine et le fonctionnement des intestins des petits. 

### Éducation

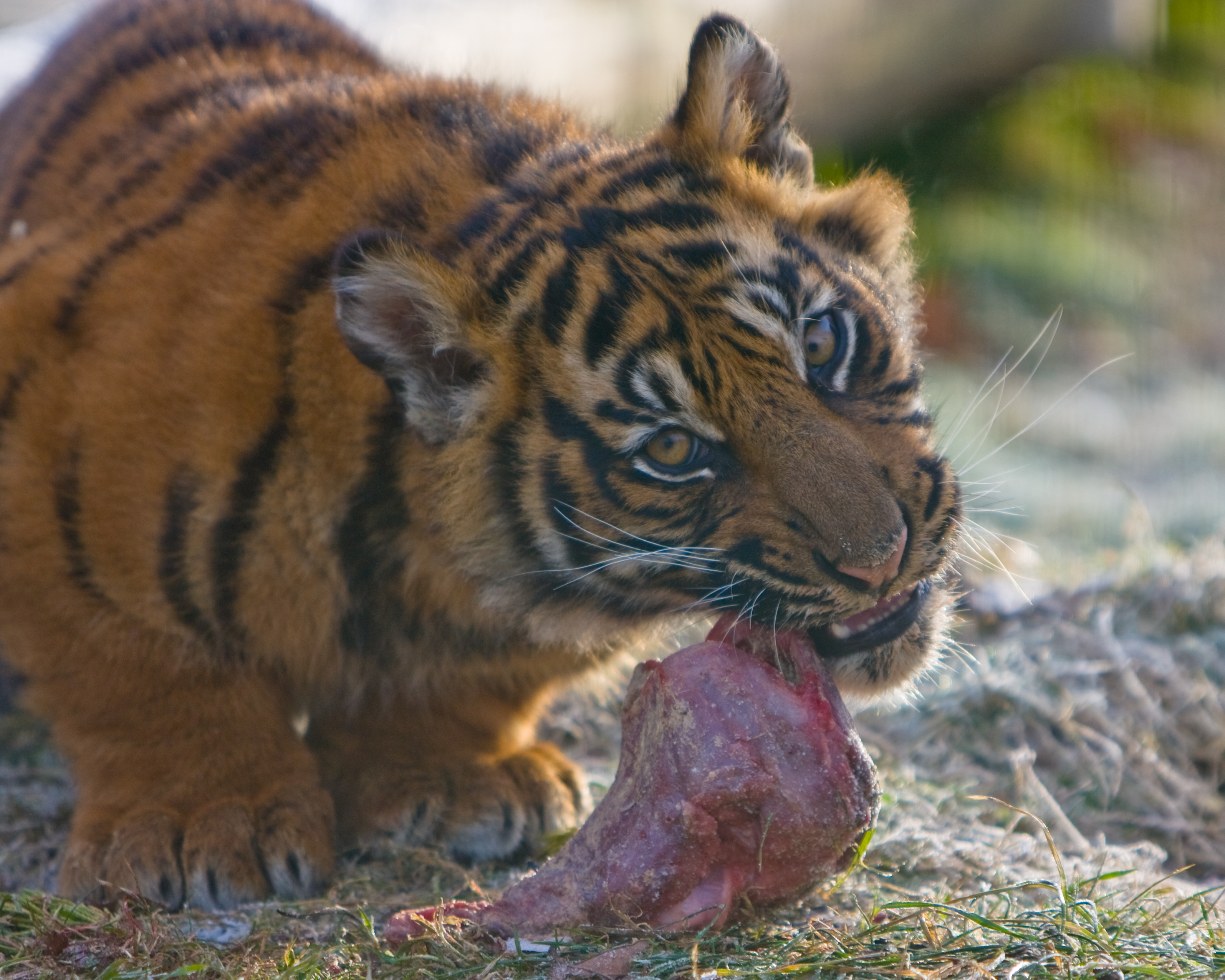
Le tigre ne goûte à la viande qu'à partir de ses quarante jours.

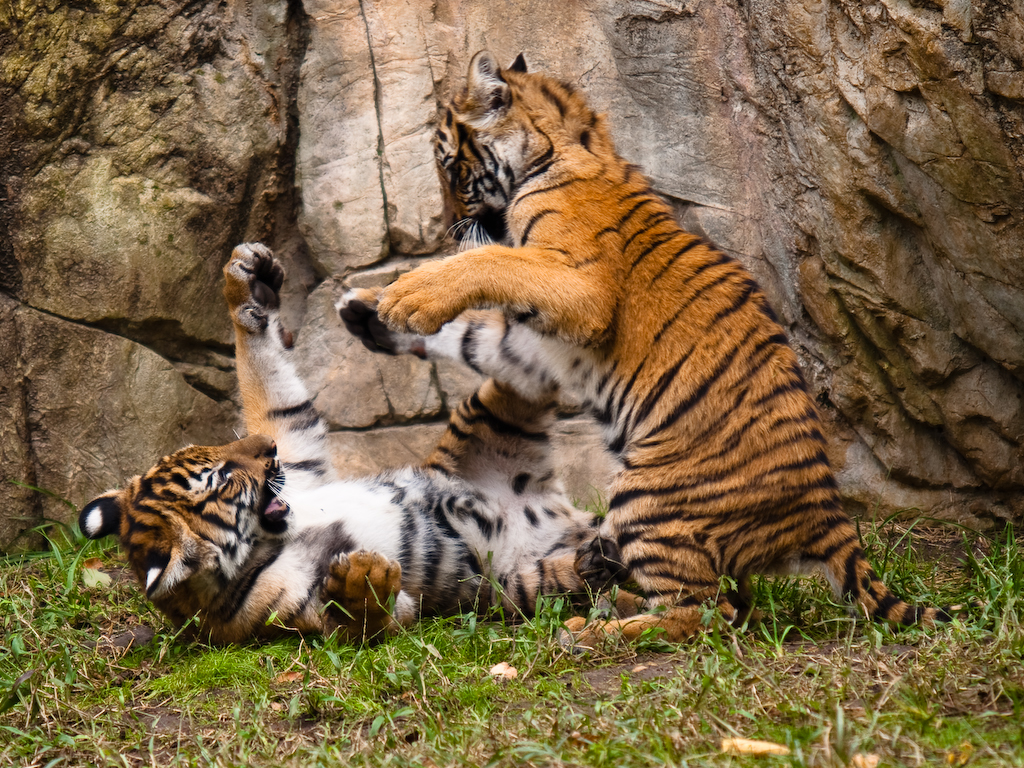
Le jeu permet de renforcer et de tester ses réflexes, utiles lors de la chasse.

Seule la femelle s'occupe de l'éducation des petits ; le mâle n'intervient pratiquement jamais, bien qu'il partage parfois une proie avec la tigresse et sa progéniture. La tigresse ne laisse pas sa portée toucher à de la viande avant l'âge de quarante jours ; elle les pousse ensuite à la lécher et la mordiller et ceux-ci sont complètement sevrés à partir de l'âge de huit mois. À trois mois, elle commence à les laisser seuls pendant plusieurs jours dans la tanière pendant qu'elle chasse, puis les amène jusqu'à la carcasse de l'animal qu'elle a tué. Contrairement aux jeunes lions, les jeunes tigres mangent avant leur mère, et ce n'est que lorsqu'ils sont rassasiés que la tigresse entame son repas : des expériences menées sur des tigres sauvages et captifs ont montré que même affamée, la tigresse laisse d'abord manger sa portée. La tigresse se montre également très protectrice et éliminera ou évitera tout danger (tigres mâles, y compris le père, hommes, etc.).
Les jeunes restent avec leur mère pour apprendre à chasser jusqu'à l'âge de dix-huit à vingt-huit mois. Les jeunes tigres apprennent à chasser en observant leur mère. Ils s’amusent à pister et à tuer des proies, dangereuses, comme le buffle. Entre six et huit mois, les jeunes explorent le terrain et traquent de petits animaux : il s'agit généralement d'oiseaux, mais il leur arrive de s'attaquer à de petits cervidés en se regroupant. À cet âge-là, ils ne s'éloignent jamais à plus de cent mètres de la mère. Certains félins, notamment la femelle du guépard, capturent une proie vivante très jeune pour l'offrir à sa progéniture en guise d'entraînement « grandeur nature » à la chasse. Ce type de comportement est beaucoup moins observé chez le tigre. Vers un an, les jeunes sont capables de chasser seuls.
La dentition permanente des tigres, qui apparaît entre 12 et 18 mois, leur permet de devenir des chasseurs très efficaces. Les conflits autour des proies se multiplient vers dix-huit à vingt-et-un mois et les mâles sont les premiers à quitter le cercle familial. Cette unité est détruite lorsque la tigresse entre à nouveau en œstrus et quitte le reste de sa portée.

## Reproduction

### Stratégie de reproduction

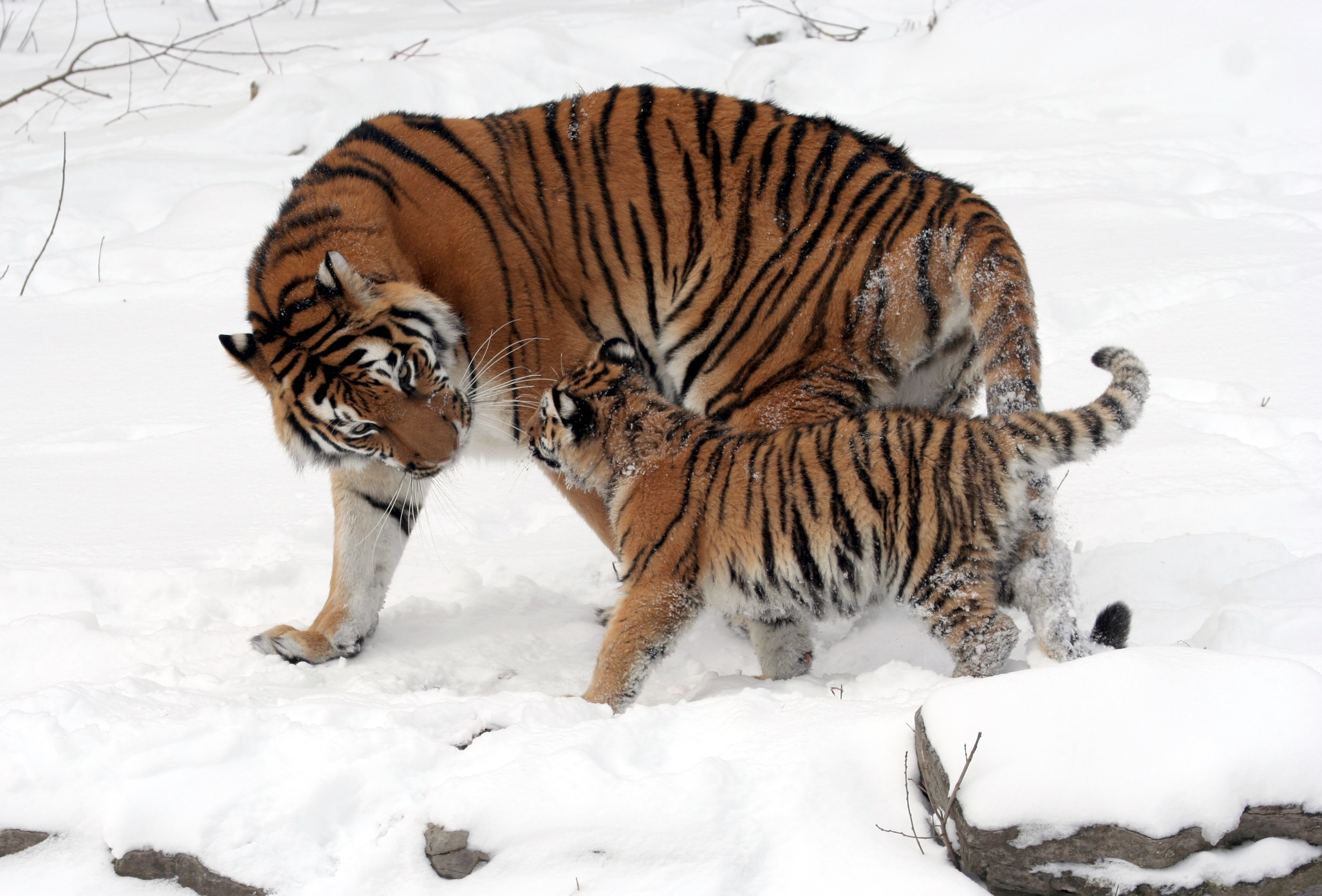
L’investissement parental est faible chez le tigre : seule la mère s’occupe de l’éducation des jeunes.

La stratégie de reproduction du tigre est définie comme de type r, c'est-à-dire réactive. Cette stratégie est basée sur la naissance de nombreux jeunes, souvent immatures. L’investissement parental est faible, la croissance des petits rapide, et les individus parviennent rapidement à la maturité sexuelle. La population est appelée à varier fortement selon divers facteurs comme l'environnement, la quantité de nourriture... Ce type de stratégie est typiquement celle des rongeurs et des petits mammifères.
Le tigre n'est pas une espèce de type r à 100 % : gros animal, sa croissance jusqu'à sa taille adulte prend deux ans. L’apprentissage de la chasse demande également un important soutien de la mère pour que sa progéniture soit apte à survivre seule.
Cette stratégie permet au tigre de recouvrer rapidement ses populations, même après de grosses pertes. L'un des indices de cette capacité date des périodes où la chasse au tigre était autorisée, dont il reste des archives. Par exemple, en 1933, quarante-sept tigres ont été abattus dans la province du Chitawan, pourtant, en 1936, cinquante-neuf autres ont été tués dans la même zone : la population a « absorbé » rapidement les pertes subies. Une seule étude à long terme sur la croissance des populations de tigre existe. Menée en Russie depuis 1963 dans une région alors vide de tigres, elle montre que le premier tigre est arrivé en 1966, et que la population s'est enrichie de plus d'une vingtaine d'individus en l'espace de vingt-huit ans, avec une croissance moyenne annuelle de 6 %.

### Accouplement

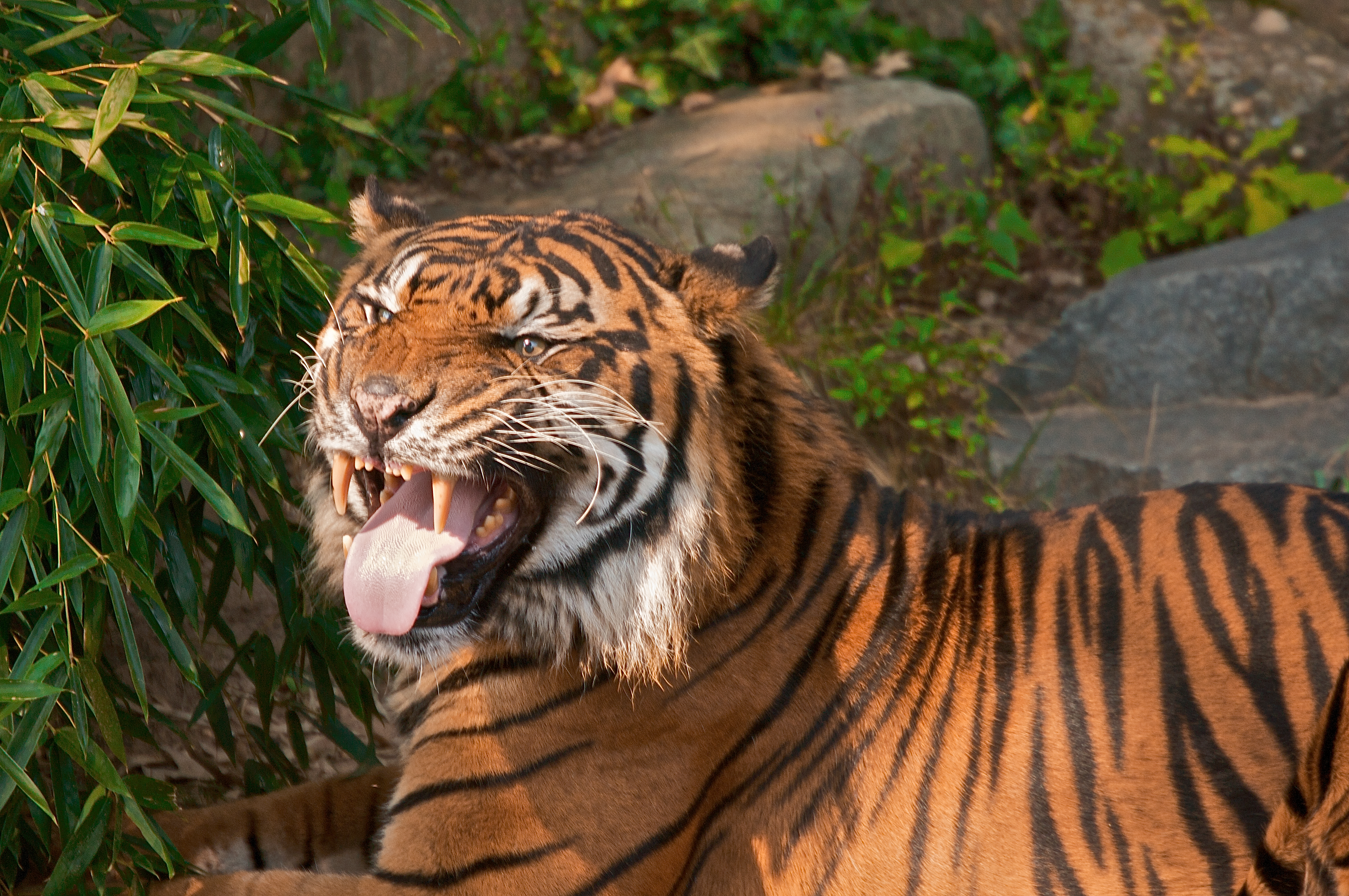
Lors du flehmen, l’organe voméro-nasal entre en contact avec les molécules odorantes déposées lors des marquages et enseigne au tigre l’âge, le sexe et la réceptivité sexuelle d’un individu.

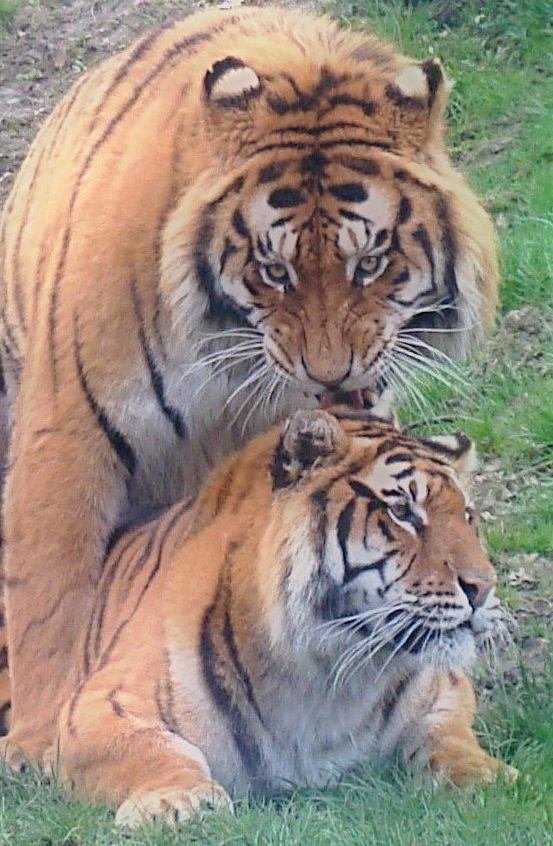
Posture d'accouplement du tigre.

Dans la nature, les tigres atteignent leur maturité sexuelle à l’âge de trois ou six ans pour les mâles et aux alentours de trois ans pour la femelle. La première reproduction se produit vers 3 à 4 ans pour les femelles et 4 à 8 ans pour les mâles en moyenne.
La période de reproduction peut avoir lieu à n’importe quel moment de l’année, mais il y a un pic qui varie selon la zone géographique : il se situe en fin novembre et début avril en Inde, décembre et février en Mandchourie et février et avril au Népal. Une étude menée sur des tigres captifs a montré que la production et la qualité de la semence ne varie pas selon les saisons. L’œstrus dure neuf jours en moyenne. Le cycle reprend tous les 15 à 20 jours dans la nature contre une quarantaine de jours en captivité. Lorsqu’une portée est perdue, l'œstrus suivant survient plus précocement, après deux semaines en moyenne pour les individus captifs. Bien que de possibles faux œstrus aient été signalés dans le parc national de Ranthambore, ce comportement n’a pas été validé chez le tigre.
Lorsque la femelle est en œstrus (on dit aussi qu'elle est en chaleur, ou qu'elle a ses chaleurs, comme pour le chat domestique), elle signale sa présence par des gémissements et des rugissements répétés accompagnés d’un marquage olfactif plus fréquent qu'à l'accoutumée. Les vocalisations de la tigresse peuvent être très fréquentes, jusqu’à 69 rugissements toutes les quinze minutes.
Lorsque la femelle rencontre un mâle inconnu, elle se montre tout d'abord distante, grondant à son encontre et prête à attaquer, puis le couple se rapproche peu à peu, jusqu’à se toucher les moustaches. Lors de la cour, les contacts sont fréquents : les tigres se mordillent la gueule en guise de « baisers » et se frottent l’un contre l'autre. Lorsque la femelle est prête, elle adopte la position typique des félins en se couchant (position appelée lordose, les pattes avant allongées devant elle et les pattes arrière à demi-pliées. Le tigre la monte avec une position à demi-accroupie qui n’écrase pas sa partenaire. Le mâle pénètre la femelle, pousse un cri à consonance métallique puis la saisit par les replis de la peau de la nuque lors de l’éjaculation. Il se pourrait que cette prise par la « peau du cou » permette aux partenaires d’avoir une position correcte lors de l’éjaculation ; toutefois, cette position est dangereuse et conduit parfois la femelle à la mort lorsque le couple est inexpérimenté. Enfin, la tigresse se dégage, se retourne fréquemment contre le mâle et tente de le frapper, avant d’entamer une période de repos.
Comme pour tous les félins, le pénis est recouvert de barbillons (sortes d'épines) qui déclenchent l’ovulation lors de la pénétration. Ces picots pourraient être douloureux pour la femelle, ce qui expliquerait son comportement violent à la fin du rapport sexuel.
Le couple copule plusieurs fois, nuit et jour ; l’accouplement est bref (de quinze à trente secondes) mais peut se répéter jusqu’à cinquante fois par jour. L’intervalle entre les accouplements varie de cinq à vingt minutes. Le rythme des copulations s’espace à partir du cinquième jouraprès avoir atteint un pic lors du troisième jour.
À la nuit tombée, le couple chasse ensemble. Lorsqu’un autre mâle apparaît, il y a affrontement (il peut s'agir a minima de postures ou de mimiques d’intimidation) et le tigre considéré comme plus faible se retire. Aucun cas d’homosexualité n’a été observé. Le mâle s’accouplera avec toute tigresse réceptive, même s’il a des liens de parenté avec elle. Durant la période d’accouplement, le tigre reste fidèle à la femelle, même si d’autres tigresses sont en chaleur en même temps. Une fois l’œstrus terminé, le mâle cherchera à s’accoupler avec une autre femelle.

### Grossesse et mise bas
La durée de gestation varie entre 93 et 114 jours, la moyenne se situant à 103 jours. La grossesse reste invisible jusqu'à deux mois et demi, et ce n'est qu'au 10e jour avant la naissance que le ventre est vraiment gonflé. La tigresse est alors plus vulnérable aux risques d’attaques et à la famine.
La première observation du nombre de jeunes dans une portée date du XVIIe siècle lorsque l'empereur moghol Jahângîr mentionna la naissance de trois jeunes tigres. La femelle peut mettre au monde un à sept petits, mais la moyenne est de deux à trois. Seuls deux cas de naissances de sept tigres ont été rapportés, en captivité uniquement. La moyenne des zoos indiens est de 2,9 jeunes par portée, et dans la nature elle est de 2,98 jeunes par portée,.
Pour mettre bas, la tigresse recherche un endroit isolé, comme une grotte, ou bien un endroit sous des rochers ou à l'abri d'une épaisse couverture forestière. Le sol est simplement piétiné et il n'y a pas de préparation particulière de la tanière. Aucune observation de naissance n'a pu être effectuée dans la nature. Les observations en captivité montrent que la durée de l'accouchement varie selon l'état de stress de la tigresse. Une femelle stressée expulsera sa progéniture plus rapidement : le processus peut donc durer d'une heure à dix-huit heures selon le nombre de petits. La tigresse lèche sa vulve et contracte son arrière-train, puis elle se lève pour laisser sortir le petit tigre, ou s'assied parfois en levant la patte pour aider la sortie. L'intervalle entre deux naissances est en général de 10 à 20 minutes. Entre deux mises bas, la tigresse mange le cordon ombilical, l'amnios et le placenta, nourriture riche en protéines.
La mère retourne en cycle œstral dix-huit à vingt mois après la naissance des jeunes tigres. L’intervalle entre deux portées varie de vingt mois à deux ans et demi ; on a observé à deux reprises que si la portée est perdue dans les deux premières semaines après la naissance, l’intervalle se réduit à huit mois.

## Fin du cycle
Une étude faite au Chitwan, au Népal, a révélé une mortalité infantile de 34 % pour les jeunes de moins d'un an et de 29 % pour la deuxième année. Pour la première année, 73 % des décès entraient dans le cadre de la perte de la portée entière en raison d'inondation, d'incendie ou d'infanticide. Cette dernière raison est d'ailleurs la cause principale de mortalité des tigres de moins d'un an ; les jeunes tigres sont parfois tués par les autres mâles qui viennent s'emparer du territoire de leur père. Pour la deuxième année, la perte d'une portée entière est beaucoup plus rare : elle atteint 29 % des décès,. Les chances de survie des jeunes tigres sont grandement améliorées par l'expérience de la tigresse et la stabilité « sociale » du territoire où ils naissent : un territoire maintenu plusieurs années par le même mâle sera plus propice à la survie que celui récemment obtenu par un mâle, ou encore convoité par de nombreux prétendants. Il est difficile de connaître précisément les causes du décès d'un tigre sauvage, du fait des mœurs discrètes du félin. On sait toutefois que les tigres « itinérants » sont très exposés à la famine et aux agressions conspécifiques et humaines, les jeunes tigres venant de quitter leur mère sont quant à eux exposés à la famine, aux agressions intraspécifiques et aux blessures de chasse.
Des données collectées dans les parcs nationaux du Chitawan et de Nagarhole permettent d’estimer le taux de mortalité de différentes « classes sociales » de tigre : les plus jeunes (moins de 1 an) sont les plus exposés (40 %), puis viennent les tigres mâles (35 %) et femelles (30 %) « itinérants », sans territoire et enfin les tigres mâles (20 %) et femelles (10 %) ayant un territoire. Les tigres juvéniles (de un à deux ans) ont également un faible taux de mortalité (10 %). La durée de vie d'un tigre est estimée à 26 ans en captivité et de 8 à 10 ans en liberté, le record étant de 15 ans et demi. Le tigre ne peut plus se reproduire à partir de quatorze ans.
Au Népal, toujours dans le Chitawan, une étude sur plus de vingt ans montre que la période moyenne durant laquelle un individu se reproduit est d'un peu plus de six ans pour les femelles et de moins de trois ans pour les mâles. De plus, le nombre moyen de descendants d'une tigresse qui survivent jusqu'à l'âge de l'indépendance est de 4,54 et seulement 2 seront incorporés à la population reproductrice ; pour un mâle, les moyennes sont respectivement de 5,83 et 1,99 descendants. Le sex ratio du tigre est de l’ordre de 1.
Le tigre vit plus longtemps dans le milieu protégé qu’est le zoo : les décès par famine ou blessure sont très rares. En 2000, sur 347 décès de tigres détenus par les zoos indiens, les maladies du système respiratoire (asphyxie, tuberculose, pneumonie) et du système digestif (gastrite, gastro-entérite, ulcère gastrique, hépatite, péritonite) et les désordres comportementaux (cannibalisme, etc.) représentent presque 20 % des décès. La majorité des décès survient durant l'hiver et le taux de mortalité en 2000 dans les zoos indiens était de 8,26 %.

## Influence de la captivité

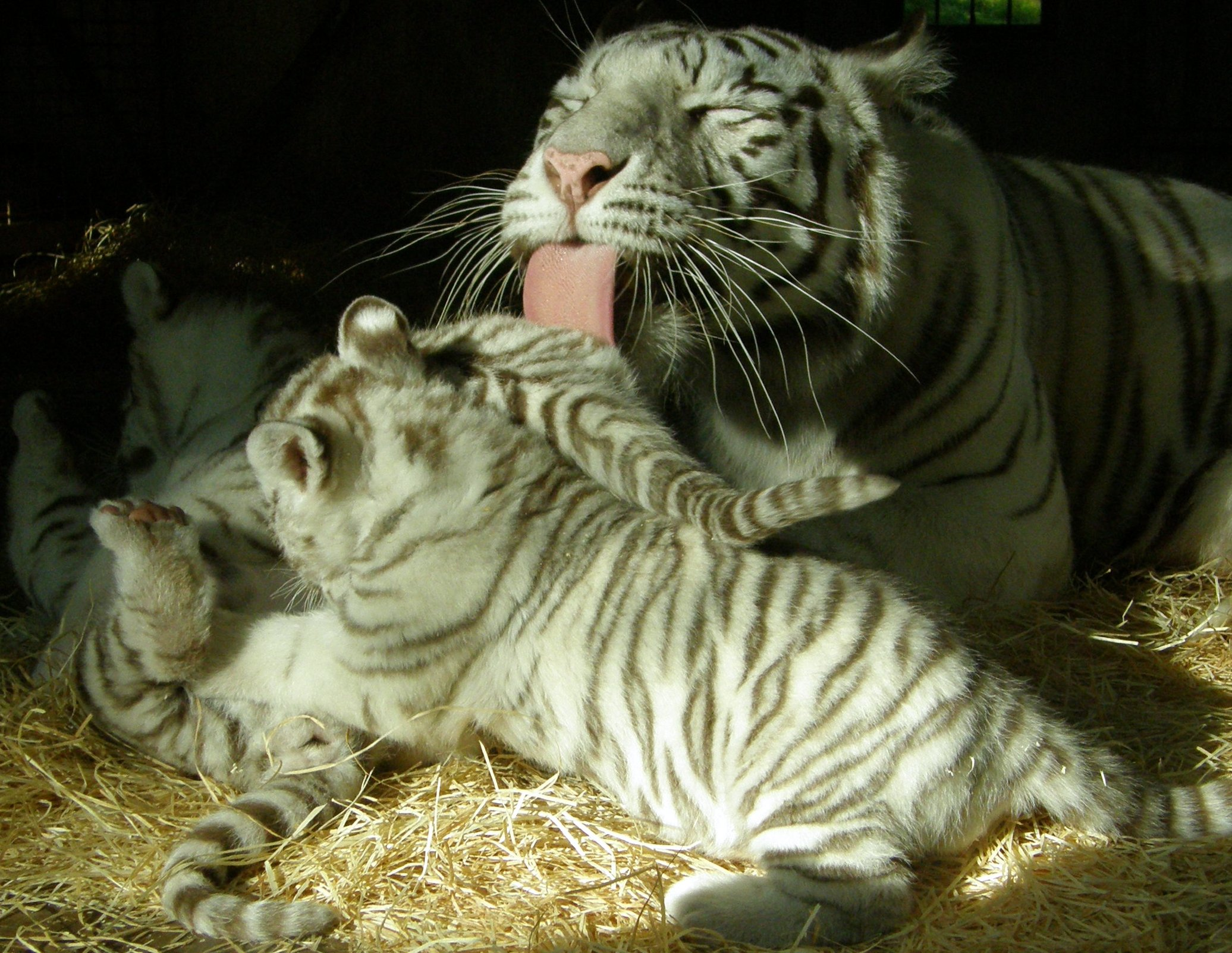
Tigresse blanche et ses petits au ZooParc de Beauval en France.

Le tigre se reproduit très bien en captivité, ce qui conduit certains zoos à utiliser des moyens de contraception pour réguler les populations, et parfois l'euthanasie. À l'inverse, des centres d'élevage peuvent retirer les petits des tigresses pour qu'elle retombe à nouveau en œstrus et puisse « produire » jusqu'à trois portée par an. L'élevage conservatoire permet de maintenir une population de tigres vivante quoi qu'il arrive à la population sauvage, de soutenir les programmes de protection in situ et d'effectuer des recherches sur le comportement et la biologie de ces félins.
Afin de garder l'espèce en vie de façon pérenne, les zoos s'organisent pour maintenir la variabilité génétique des spécimens captifs en formant des programmes d'élevage : par exemple, le tigre de Sibérie fait l'objet d'un programme européen d'élevage (EEP) et d'un programme américain pour les espèces menacées (SSP).

### Sur l'accouplement
Le tigre de Sibérie est l'espèce en captivité qui présente le plus haut risque d'agressivité lors de la rencontre entre le mâle et la femelle.

#### Insémination artificielle
L'insémination artificielle est une voie possible de reproduction pour le tigre captif, son principal avantage étant de pouvoir facilement « croiser » les différents individus, sans avoir à forcer la rencontre entre deux tigres. Un autre avantage serait de pouvoir collecter le sperme d'un spécimen sauvage. Chez les grands félins, la collecte de sperme est en général faite après une électro-éjaculation ; le sperme peut être conservé à température ambiante, à 4 °C ou congelé. L'ovulation doit être déclenchée par le vétérinaire, par exemple par l'injection de gonadotrophines. Toutefois, les inséminations artificielles sont rarement couronnées de succès, peut-être en raison de la qualité médiocre du sperme des félins. Le pourcentage de spermatozoïdes normaux est proche de 50 % pour le tigre de Sumatra et supérieur à 60 % pour le tigre de Sibérie. Quelques naissances ont été obtenues avec de la semence fraîche en inséminations intra-vaginale et intra-utérines, cette dernière méthode étant plus efficace.
Une banque de sperme européenne de tigres de Sumatra et de Sibérie a été initiée par la Société zoologique de Londres en 2004. Des études menées par le Centre de biologie cellulaire et moléculaire d'Hyderabad (CCMB) montrent que des paramètres de motilité du sperme congelé sont moins bons (les spermatozoïdes sont plus lents, et leurs trajectoires sont moins planes), mais que la fertilité de la semence n'est pas affectée.

#### Hybridation

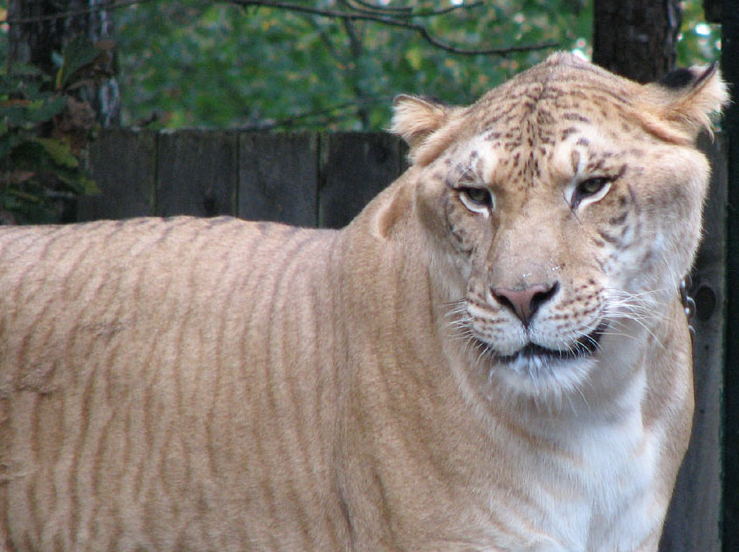
Le ligre est le résultat d'un croisement entre le lion et la tigresse.

De manière fortuite ou forcée, le tigre en captivité se reproduit parfois avec des félins qu'il ne rencontrerait jamais dans la nature, du fait de l'éloignement géographique ou de la différence de comportement. Ainsi des cas d'hybridation entre sous-espèces (croisements entre tigre de Sibérie et tigre du Bengale par exemple) et avec le lion sont avérés. Ces félins hybrides, appelés tigron pour le croisement d’un tigre et d’une lionne et ligre pour celui d’un lion et d’une tigresse, sont en général stériles mais de rares cas de reproduction d’hybrides femelle avec un tigre ou un lion ont été reportés,.
Le dogla est un félin légendaire indien très souvent cité durant le début du XXe siècle comme étant issu de l’hybridation naturelle entre le tigre et le léopard.

### Sur la mise bas
Les tigresses sont très surveillées dans les parcs zoologiques. Des caméras de surveillance peuvent ainsi être installées dans la tanière où elles mettent bas, et certaines acceptent même la présence de l'homme. Le moindre problème médical peut ainsi être détecté. Par exemple, il arrive que le tigre à naître soit mal placé et bloque le passage. Dans la nature, c'est la mort pour la tigresse et ses petits, mais en captivité, il est possible d'effectuer une césarienne : la tigresse Tinka du zoo de Servion a ainsi pu être sauvée. Toutefois, la césarienne rend les mamelles douloureuses et oblige le zoo à nourrir les jeunes tigres au biberon.

### Sur l'élevage

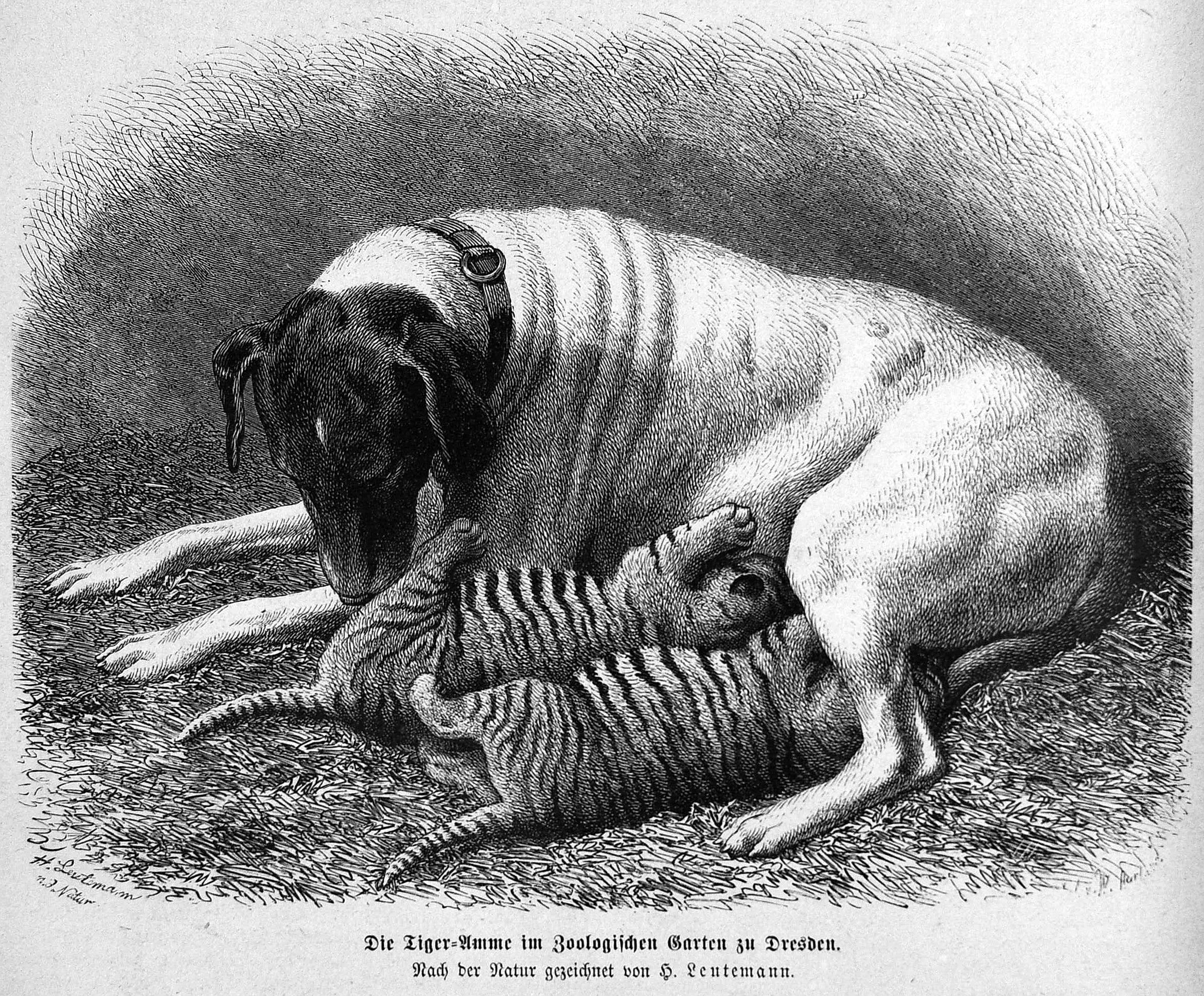
Allaitement de deux jeunes tigres par une chienne au zoo de Dresde. Illustration du XIXe siècle.

Le taux d'abandon en captivité est fort ; dans certaines conditions d'élevage (mise en exposition de la femelle et ses petits par exemple) le stress est important. Il arrive également que la tigresse ne puisse nourrir sa progéniture, ce qui mène parfois les établissements qui détiennent des tigres à nourrir les jeunes au biberon, et à s'occuper d'eux en essayant de reproduire l'action d'une tigresse. Par exemple, pour simuler l'action bienfaitrice du nettoyage de la mère sur la digestion et la circulation sanguine des jeunes, les soigneurs utilisent une pelote de coton imprégnée d'eau tiède. Une autre voie possible est l'« adoption » des tigres par d'autres espèces comme la chienne ou la truie.